# Чумаченко, Сергей Леонидович
Сергей Леонидович Чумаченко (14 февраля 1973, Москва, СССР) — советский и российский футболист, полузащитник.
Воспитанник футбольной школы Советского района Москвы. За свой первый клуб московское «Торпедо» в чемпионате России в 1992—1995 годах провёл 73 матча, забил 7 голов. При этом в низших лигах играл за «Торпедо» (Мытищи) (1991) и «Торпедо»-дубль. В 1995 году перешёл в
«Торпедо» Арзамас, за которое играл до 1999 года. Последний профессиональный клуб — «Спартак-Орехово» (2000 год, 2 дивизион).
Работал тренером в школе «Чертаново». В 2014 году в Подольске была открыта структуру дополнительного образования «Легенда-Олимп», в дальнейшем преобразованная в футбольную школу Сергея Чумаченко (ДЮСШ Сергея Чумаченко, базируется в Серпухове). Чумаченко является её руководителем, а также старшим тренером.
Женат. Есть трое детей.

## Достижения
- Обладатель Кубка России 1993 года.